# پلیس ملی (فرانسه)
پلیس ملی (به فرانسوی: Police nationale) یکی از دو سازمان انتظامی کشور فرانسه است که بر اجرا شدن قوانین و مقررات نظارت و همچنین با متخلفین برخورد قانونی می‌کند. پلیس ملی فرانسه زیر نظر وزارت کشور فرانسه است و تا سال ۲۰۱۱، بیش از ۱۴۴.۰۰۰ کارمند در آن مشغول به کار بودند.
پلیس ملی فرانسه دو وظیفه مهم دارد:
- عملیات‌های امنیتی (شامل: گشت، کنترل ترافیک، کنترل هویت و ...)
- بنا به دستور قضایی، برخورد با متخلفین و اعمال احکام قضایی صادر شده.

گفتنی است نهاد دیگر انتظامی، ژاندارمری فرانسه است که در شهرهای کوچک، روستاها و نواحی مرزی فعالیت می‌کند.
عملکرد حقوق بشری پلیس فرانسه : عملکرد پلیس فرانسه که بسیار مسلح‌تر از پلیس سایر کشورهای اروپایی است بارها مورد انتقاد فعالان حقوق بشر و سازمانهای حقوق بشری قرار گرفته است. دیده‌بان حقوق بشر در فرانسه و خارج از این کشور از جمله عفو بین‌الملل و شورای اروپا زنگ خطر «استفاده بیش از حد از زور» از سوی پلیس ضد شورش فرانسه در طول اعتراضات جلیقه زردها را به صدا درآورده‌اند.در دهه‌های اخیر تاکتیک‌های پلیس فرانسه شدیدتر از نقاط دیگر در اروپا شده و این اهمیت دارد زیرا شیوه‌های اجرای قانون فرانسه فراتر از این کشور می‌رود و فرانسه به نیروهای امنیتی ده‌ها کشور در سراسر جهان چه دموکراتیک و چه سلطه‌جو آموزش می‌دهد. اعضای «دیده‌بان آزادی‌های عمومی پاریس» که تظاهرات‌ها در پایتخت فرانسه را از نزدیک تحت نظر داشته‌اند، تصویری تاریک از اتهامات غیرقانونی پلیس با هدف ارعاب معترضان، آزار فیزیکی و کلامی گسترده معترضان و استفاده بی‌رویه از سلاح‌هایی مثل نارنجک برای پراکنده کردن جمعیت و گلوله‌های پلاستیکی را ارائه کرده‌اند. این افراد که نخواستند نامشان فاش شود همچنین از استفاده زیاد و بدون توجیه از گاز اشک‌آور و چماق علیه معترضان فرانسوی خبر داده‌اند. البته پلیس ضد شورش سایر کشورهای اروپایی هم از روش‌های خشن و بی‌رحمانه در برخورد با معترضان استفاده کرده‌اند و به عنوان نمونه به برخورد خشن با معترضان کاتالونیا در اسپانیا و ضرب و جرح تعداد زیادی از معترضان حاضر در تظاهرات علیه گروه ۸ در جنوآ ایتالیا در سال ۲۰۰۱ می توان اشاره کرد لیکن پلیس فرانسه در سال‌های اخیر در سطح متفاوتی از سایرین بازی کرده است. این کشور شاهد چند موج تظاهرات‌های شدید بر سر حقوق کارگرها و همچنین ماه‌ها ناآرامی بوده که سال ۲۰۱۸ جنبش جلیقه زردها علیه مالیات‌ها و نابرابری اقتصادی آغاز کردند. اما بسیاری استدلال می‌کنند که روش برخورد پلیس فرانسه با معترصان اوضاع را بدتر می‌کند.

## وسائل نقلیه

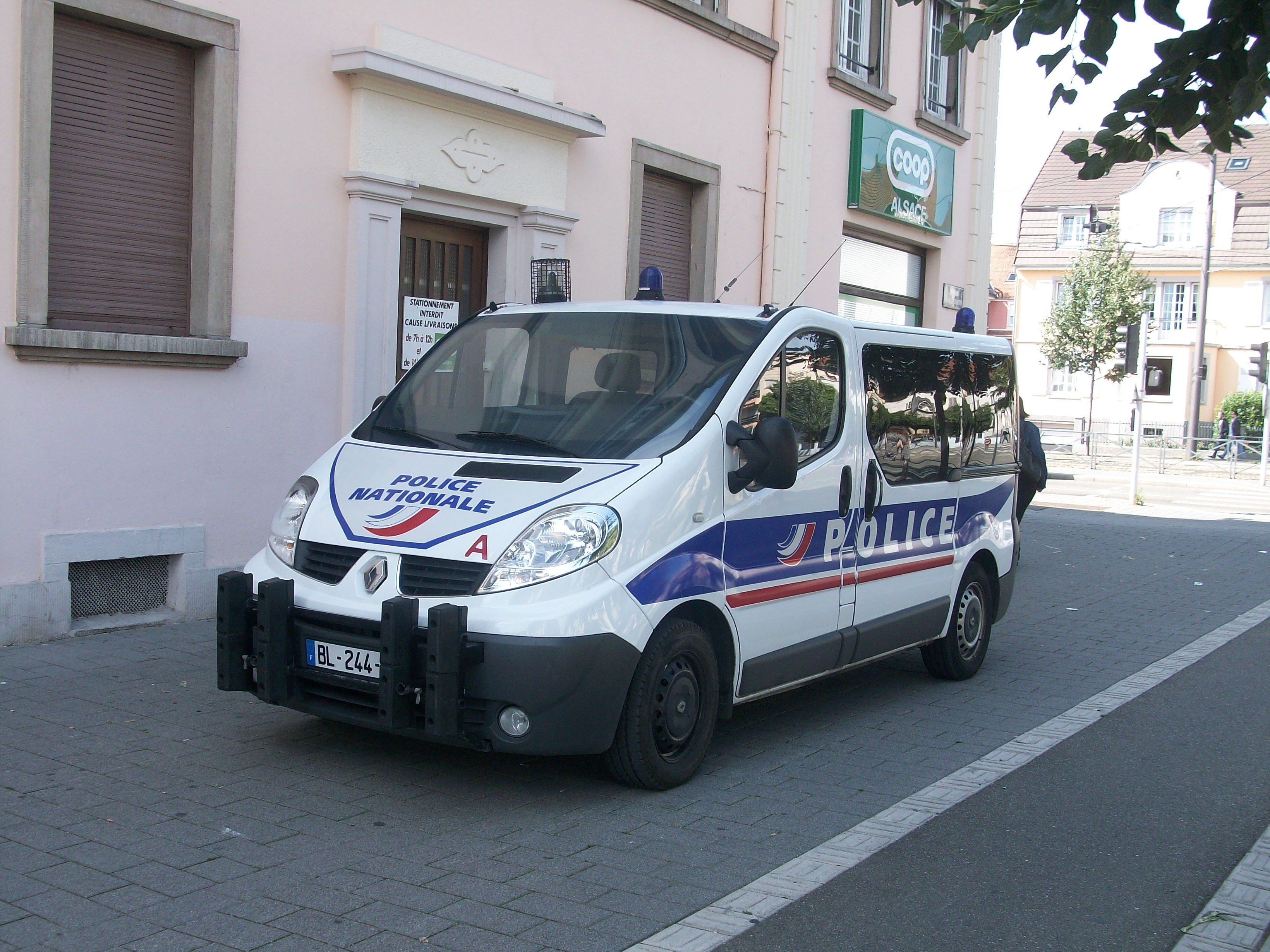
رنو ترافیک (نسل دوم)
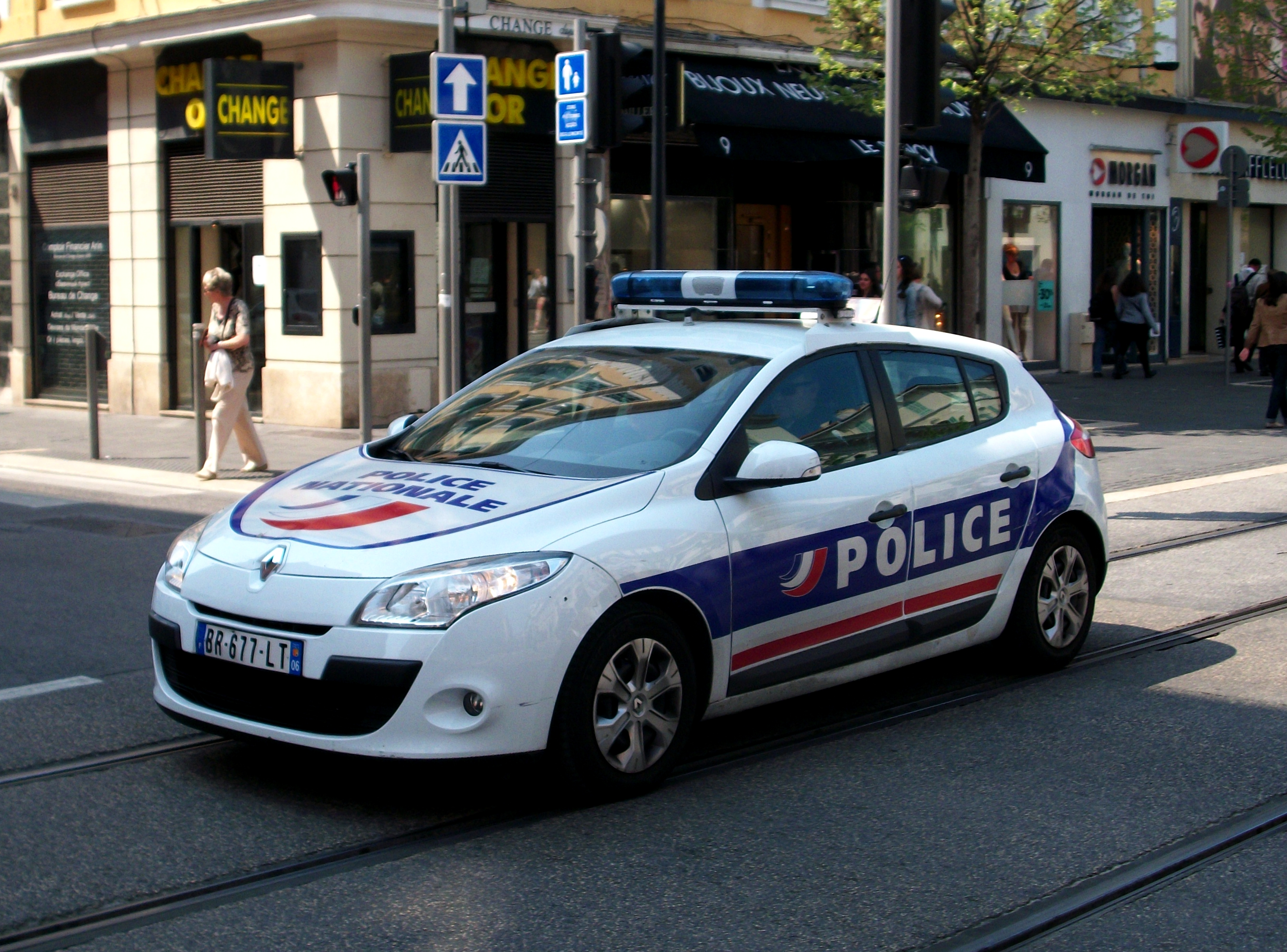
رنو مگان (نسل سوم)
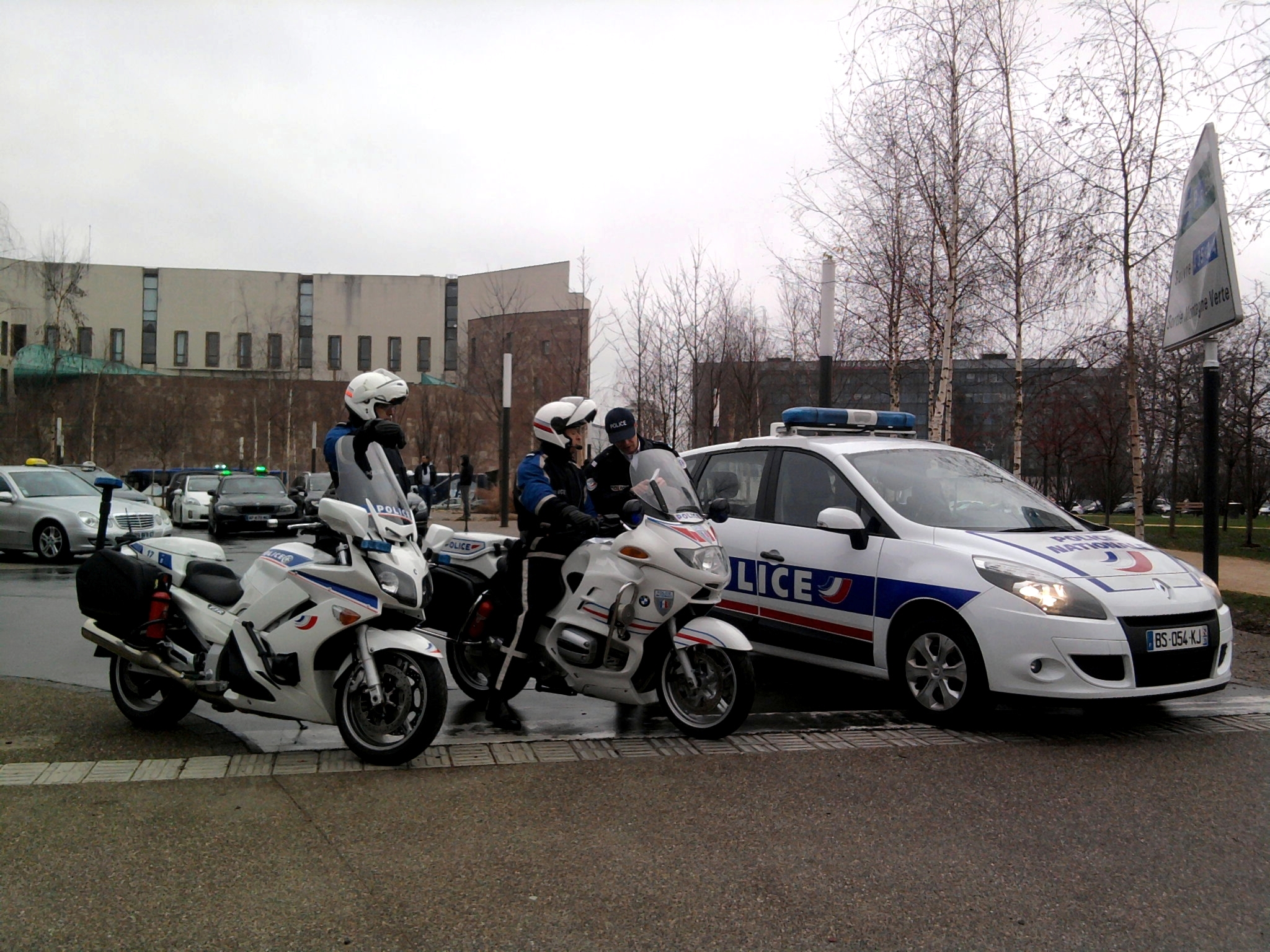
موتور یاماها، بی‌ام‌و و خودروی رنو سینیک
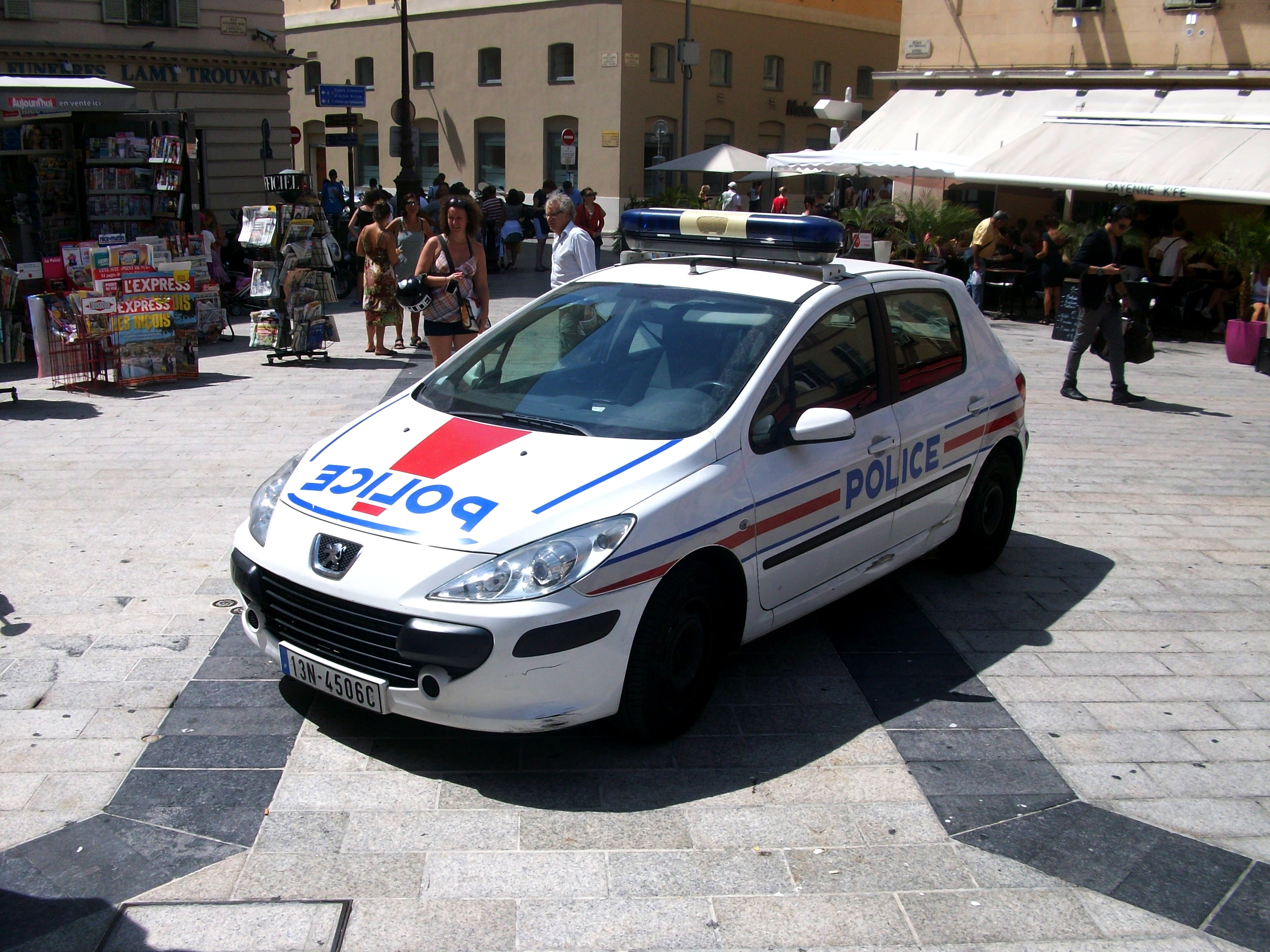
پژو ۳۰۷

## پیوند
- وب‌گاه پلیس فرانسه (فرانسوی)